# ウトゥ

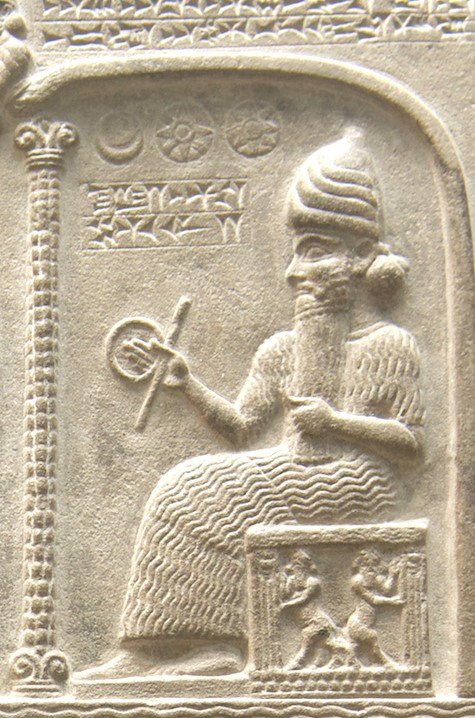
シャマシュの石碑（紀元前888-855年頃）。彼は彼の玉座に座って正義を分配しながら手には棒と輪のシンボルを握っている。

ウトゥ（Utu）は、後にアッカド語を話す東セム族のバビロニア人によってシャマシュとして崇拝され、彼は古代メソポタミアの太陽神で、正義と道徳と真理の神であった。彼の双子の妹はメソポタミアの女神イナンナで、天の女主人である。彼の主要な神殿はシッパルとラルサの都市にある。太陽の戦車に乗って空を渡り、一日のすべての出来事を見たと信じられている。彼は神聖な正義の執行者であり、困難に直面している人々を助けると考えられていた。シュメール神話によれば、地下に棲む悪霊のガルルーがタンムーズを冥界に引きずろうとした時、彼を助けて守り、大洪水の後、英雄ジウスドラの前に現れた。『ギルガメシュ叙事詩』ではギルガメシュを助けて人食い魔フンババをやっつける。

## 系譜

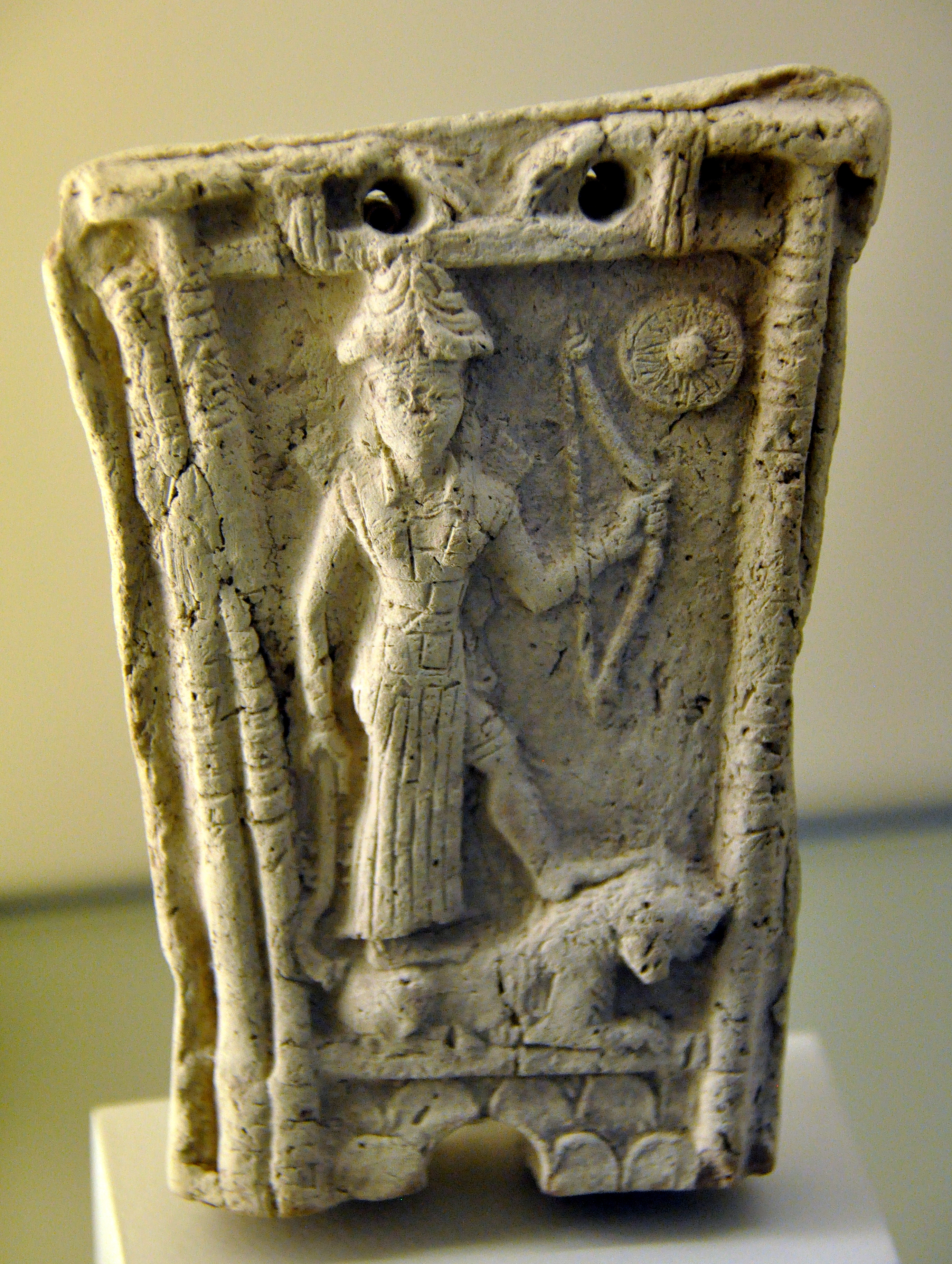
女神イシュタルはライオンの上に立って弓を持ち、右上にある太陽の円盤はシャマシュの象徴である。

ウトゥはイナンナの双子の兄で、イナンナは天の女主人で、彼女の領域には様々な力が含まれている。シュメールの文献では、イナンナとウトゥは非常に親密であったとされている。現代の著者の中には、彼らの関係が近親相姦に近いとさえ感じている人もいる。。ウトゥは通常、月の神ナンナとその妻ニンガルの子であるが、アンまたはエンリルの子として描かれることもある。彼の妻は女神シェリダ（Sherida）で、後にアッカド語でアヤ（Aya）と呼ばれる。
シェリダは美しさ、出産と性愛の女神であるが、光は生まれつき美しいと考えられているか、あるいは農業の生育を促進する太陽の役割によると考えられる。彼らには二人の子供がいたと考えられている。女神キトゥ（Kittu）は「真理」を意味し、神ミシャル（Misharu）は「正義」を意味する。古代バビロニア時代（紀元前1830年頃-紀元前1531年頃）には、シェリダとそれに続くウトゥはナディトゥと関連づけられたが、これは自らの生命を神に捧げるクロイスター女性集団であった。ウトゥの車夫ブネニは時々彼の息子として描かれる。ブネニは古代バビロニア時代、シッパルとウルクで正義の神として独立して崇拝され、アッシュルでも崇拝された。夢の神シジグは彼の息子とも言われている。

## 崇拝
シュメール人は早くからウトゥを崇拝していた。彼について言及されている最古の文献は、紀元前3500年頃にさかのぼる。シュメール文字の第一段階である。彼の主要な神殿はE-babbar（「白い館」の意）と呼ばれ、シッパルとラルサにある。ウトゥはメソポタミア文化が終わるまで3000年以上も尊敬され、崇拝され続けた。ウトゥの主な性格は、彼の善良さと気前のよさである。しかし、彼は他のメソポタミアの神々と同様に、彼に迷惑をかける一つの要請も拒否しない。

## 神話
シュメール人は、ウトゥが天空を渡る時、世界で起こることをすべて見たと信じていた。妹のイナンナとともに、ウトゥは神聖な正義の執行者であった。夜になると、ウトゥは冥界を越えて日の出の準備に東に行くとされる。シュメール人の文学作品のひとつは、ウトゥが冥界を照らし、そこで裁判を割り当てたと述べていると、シャマシュ賛美歌31 (BWL 126)は、ウトゥが冥界でマルク（malku）、クシュ（kusu）、アヌンナキとともに死者の裁判官を務めていることを指摘している。ウトゥは冥界を渡る途中、珍しい宝石の実をつける樹木がある太陽神の庭を通ると信じられていた。
ウトゥは、人間の関係において肯定的な役割を果たすとみなされており、困難に直面している人々を助けるとみなされている。彼の最初の文学作品のひとつである『エタナ神話』には、アッカドのサルゴンが征服される前（紀元前2334-2284年）、英雄エタナがウトゥに妻の妊娠を助けてほしいと頼んだことが書かれている。シュメール人の叙事詩『タンムーズの夢』では、ウトゥが介入し、イナンナを追う悪霊ガルルーの手から彼女の夫タンムーズを救い出す。シュメール人の大洪水神話では、洪水が消え始めた後にウトゥが現れ、そのため物語の中の英雄ジウスドラが船の窓を開けて彼の前にひれ伏す。ジウスドラはウトゥに羊と牛を献上した。
シュメール王名表には、初期のウルク王の一人が「ウトゥの息子」として記述されており、ウトゥはその都市の後の数人の王の特別な保護者であったようである。シュメールの詩歌『ギルガメシュとフンババ』では、英雄ギルガメシュがウトゥにレバノン杉の森に行く助けを求めている。このバージョンでは、ギルガメシュはウトゥが極東、すなわち太陽が昇る場所にあると暗示されているレバノン杉の森に関連しているため、ウトゥに協力を要請する。最初、ウトゥは協力を渋ったが、ギルガメッシュは自分の名声を築きたいからだと説明し、ギルガメシュは自分が死ぬことを知っていたので、ウトゥは同意した。ギルガメシュがレバノン杉の森に到着すると、ウトゥはそこに住む人食い魔フンババをやっつけるのを助ける。
標準的なバビロニアの叙事詩『ギルガメシュ叙事詩』では、ギルガメシュがレバノン杉の森を訪れるのは彼自身の意志であり、彼はシャマシュに援助を求めに行った。しかし、このバージョンでは、レバノン杉の森はレバノン北西部にあると明言している。シャマシュはギルガメシュがフンババ（フワワの東セム族の名前）を倒すのを助ける。ジェフリー・H・ティガイは、古代バビロニア版の叙事詩の中で、ルガルバンダと太陽神との関連が、「伝統的な歴史上のある時点では、太陽神もまた祖先とみなされていたという印象」を強化していると述べている。シュメール版ではギルガメシュの最初の任務はレバノン杉の森を訪れることであり、フンババはギルガメシュとエンキドゥがそこに到着した時の障害でしかなかったが、バビロニア版ではフンババを倒すことが英雄たちの最初の任務となっている。ギルガメシュ物語の後期のバージョンでは、シャマシュはこの探索の扇動者となり、最初にギルガメシュにフンババを殺すよう指示する。

## 参考資料
- Black, Jeremy; Green, Anthony (1992), Gods, Demons and Symbols of Ancient Mesopotamia: An Illustrated Dictionary, London, England: The British Museum Press, ISBN 0-7141-1705-6
- Hamilton, Victor P (1990). The Book of Genesis: Chapters 1–17. New International Commentary on the Old Testament (NICOT). Grand Rapids: William B. Eerdmans Publishing Company. pp. 540. ISBN 0-8028-2521-4
- Hämmerly-Dupuy, Daniel (1988), “Some Observations of the Assyrio-Babylonian and Sumerian Flood Stories”, in Dundes, Alan, The Flood Myth, Berkeley, California, Los Angeles, California, and London, England: University of California Press, pp. 49–60, ISBN 0-520-05973-5
- Holland, Glenn Stanfield (2009), Gods in the Desert: Religions of the Ancient Near East, Lanham, Maryland, Boulder, Colorado, New York City, New York, Toronto, Ontario, and Plymouth, England: Rowman & Littlefield Publishers, Inc., ISBN 978-0-7425-9979-6
- Horowitz, Wayne (1998), Mesopotamian Cosmic Geography, Mesopotamian Civilizations, Winona Lake, Indiana: Eisenbrauns, ISBN 978-0-931464-99-7
- Kramer, Samuel Noah (1961), Sumerian Mythology: A Study of Spiritual and Literary Achievement in the Third Millennium B.C.: Revised Edition, Philadelphia, Pennsylvania: University of Pennsylvania Press, ISBN 0-8122-1047-6
- Mark, Joshua (31 January 2017), Utu-Shamash
- Pryke, Louise M. (2017), Ishtar, New York and London: Routledge, ISBN 978-1-138--86073-5
- Simons, Frank (2017), Hazenbos, Joost; Mittermayer; Novák, Mirko et al., eds., “A New Join to the Hurro-Akkadian Version of the Weidner God List from Emar (Msk 74.108a + Msk 74.158k)”, Altorientalische Forschungen (Berlin, Germany: Walter de Gruyter) 44 (1):  82–100, doi:10.1515/aofo-2017-0009, ISSN 0232-8461
- Tigay, Jeffrey H. (2002), The Evolution of the Gilgamesh Epic, Wauconda, Illinois: Bolchazzy-Carucci Publishers, Inc., ISBN 0-86516-546-7
- van der Toorn, Karel; Becking, Bob; van der Horst, Pieter Willem (1999), Dictionary of Deities and Demons in the Bible (second ed.), Grand Rapids, Michigan: William B. Eerdman's Publishing Company, ISBN 0-8028-2491-9